# Rafflesia lagascae
Rafflesia lagascae este o specie de plante parazite din genul Rafflesia, familia Rafflesiaceae, ordinul Malpighiales, descrisă de Francisco Manuel Blanco. Conform Catalogue of Life specia Rafflesia lagascae nu are subspecii cunoscute.